# Chen-Stil
Der Chen-Stil (chinesisch 陳式 / 陈式, Pinyin Chénshì oder 陳氏 / 陈氏,  Chénshì, bzw. 陳家 / 陈家,  Chénjiā) ist einer der ältesten Stile des Taijiquan („Chinesisches Schattenboxen“).

## Entstehung
Der Chen-Stil des Taijiquan wurde im 17. Jahrhundert von der Familie Chen (陳氏 / 陈氏) entwickelt und über Generationen hinweg hauptsächlich innerhalb der Familie weitergegeben. Als erste Generation der Chen-Familie gilt Chen Bo, welcher 1374 aus der Provinz Shanxi in das Dorf der Henan-Provinz zog, welches heute als Chenjiagou und als Ursprungsort des Taijiquan berühmt ist. Die Entstehung des Chen-Stils wird im Allgemeinen Chen Wangting (陳王廷 / 陈王廷, 1597–1664, 9. Generation der Chen-Familie) zugeschrieben, einem General der Ming-Dynastie, der sich nach dem Fall dieser Dynastie nicht nur den Kampfkünsten, sondern gleichermaßen dem Daoyin und Tuna (daoistische Übungssysteme, welche die Grundlage vieler heutiger Qi-Gong-Stile bilden) sowie daoistischen Lehren widmete.
Chen Wangting schuf mehrere Boxformen, darunter eine Langform mit 108 Figuren und eine Form „Paochui“ („Kanonenfaust“, 炮捶 – „wörtlich Kanonenfaustschlag“), sowie die Übungen der „Schiebenden Hände“ (Tuishou) und der „Klebenden Speere“. Die äußere Form seiner Figuren geht hauptsächlich auf „Die 32 Formen des Boxens“ von General Qi Jiguang (16. Jahrhundert) zurück, er änderte diese jedoch entsprechend seinen Erkenntnissen ab, die er aus dem Studium des Daoyin und des Tuna sowie eines daoistischen Alchemie-Klassikers, des Huangting Jing (黃庭經 / 黄庭经, also die beiden „Huangting neijing yujing“ 黃庭內景玉經 / 黄庭内景玉经 und „Huangting waijing yujing“ 黃庭外景玉經 / 黄庭外景玉经 – zusammen etwa „Klassiker des gelben Innenhofes über die innere und äußere Jadelandschaft“) von Frau Wei Huacun (etwa 251–334 n. Chr.), gewonnen hatte. So entstand eine Kampfkunst, die gleichzeitig die Basis einer grundlegenden körperlichen, charakterlichen und spirituellen Transformation des Menschen bilden kann.

## Arten
Im Chen-Stil werden zwei Zweige unterschieden:
- Dàjià (大架) – große Stellung (ausladende Körperstellung)
- Xiǎojià (小架) – kleine Stellung (kompaktere Körperstellung)

Die große Stellung wird häufig nochmal unterschieden in einen Stellung nach Chen Zhaopi (陳照丕 / 陈照丕,  Ch’en Chao-p’i) und einen Stellung nach Chen Zhaokui (陳照奎 / 陈照奎,  Ch’en Chao-k’uei). Obwohl sich die Bewegungs-Choreografien ähneln, kennzeichnen technische Unterschiede in der Ausführung die einzelnen Arten. So variieren die Fuß- und Hüftstellungen, die Körperhaltung und die Art der Kraftführung teilweise beträchtlich. Die überwiegende Mehrheit der heutigen Chen-Taiji-Praktiker übt die große Stellung. Es gibt heutzutage weitere Abzweigungen, die dem Chen-Stil zugerechnet werden können, z. B. nach Feng Zhiqiang oder Hong Junsheng u. v. m.

## Die wichtigsten Generationen

### Chen Changxing
Chen Changxing (1771–1853) fasste die von Chen Wangting überlieferten Formen in den zwei Formen der „Alten Stellung“ Lǎojià (老架) zusammen.
Die 14. Generation um Chen Changxing ist auch insoweit bedeutsam, als um diese Zeit das Taijiquan außerhalb der Chen-Familie Verbreitung fand. Man kann sagen, dass mit Yang Luchan (1. Generation Yang-Stil), der Schüler von Chen Changxing war, das Taijiquan begann, seine Verbreitung erst in China, dann in der ganzen Welt anzutreten. Bis heute ist die Struktur der Laojia Yilu „ersten Form der alten Stellung“ in allen seriösen Systemen des Taijiquan erkennbar. Ebenfalls 14. Generation Chen-Stil war Chén Yǒuběn (陳有本 / 陈有本,  Ch’en Yu-pen, 1780–1858), Schöpfer der „Kleine Stellung“ Xiaojia. Sein Schüler und Neffe Chen Qingping unterrichtete in einem Nachbardorf namens Zhaobao und zu seinen Schülern gehörte unter anderem Wu Yuxiang, den man als den Begründer des alten Wu-Hao-Stils bezeichnet.

### Chen Fake
Erst Chen Fake (1887–1957, 17. Generation der Chen-Familie), sein Sohn Chen Zhaokui (1928–1981, 18. Generation), sein Neffe Chen Zhaopi (1893–1972, 18. Generation) und sein Schüler Feng Zhiqiang (1928–2012, 18. Generation) machten diesen Stil einer breiteren Öffentlichkeit zugänglich, nachdem Taijiquan durch den Yang-Stil Vertreter Yang „der Unbesiegbare“ Luchan bereits berühmt geworden war. Feng Zhiqiang hat später eine Synthese aus „Hunyuan Qigong“, „Xingyiquan“ und dem Chen-Stil des Taijiquan geformt und nennt es „Chen Shi Taiji Hunyuan Xingyi“.
1928 ging Chen Fake nach Peking und blieb dort bis zu seinem Tod, 1957. Er galt als einer der bedeutendsten Repräsentanten des Chen-Stils. Während seiner Zeit in Peking nutzte er die Formen und Methoden, die er aus seiner Heimat mitbrachte, um Bewegungen individuell anzupassen. Die Individualisierung wird als ein notwendiger Schritt angesehen, um sich Können anzueignen. Viele Bewegungen, Energien und Kräfte [jin] wurden kleiner und spiraliger, was die Form des Chen-Stils bis heute entscheidend beeinflussen sollte. Auch bekamen die Formen mehr Sprünge und wurden die Bewegungsabläufe insgesamt komplizierter. Charakteristisch ist der kompakte Stand, dessen Schrittweite reduziert wird, und das „Falten von Brust und Taille“, eine Wellenbewegung im Oberkörper. Die Bewegungen wurden auch neu unterteilt, so dass die erste (langsamere) Form Yilu von 75 auf 83 Bewegungen anwuchs, die zweite (schnellere) Erlu („Paochui“) von 43 auf 71. Als Chen Fakes Sohn Chen Zhaokui später nach Chenjiagou zurückkehrte und diese Formen mitbrachte, wurden diese in Chenjiagou fortan als „Xīnjià“ – „Neue Stellung“ (新架) bezeichnet.

### Chen Zhaokui
Chen Zhaokui (1928–1981, 18. Generation der Chen-Familie) lehrte als einziger in Peking lebender Sohn Chen Fakes umfassend alle Formen seines Vaters. Seine Schwester Chen Yuxia unterrichtete ebenfalls vor allem die Schwertform, sein älterer Bruder Chen Zhaoxu blieb in Chenjiagou und unterrichtete außer seinen Sohn Chen Xiaowang kaum. Chen Zhaokui war zusammen mit Chen Zhaopi der bekannteste Vertreter der 18. Generation. Er kehrte einige Male nach Chenjiagou zurück, um dort die nächste Generation einzuweisen. Zu seinen Schülern gehören sein Sohn Chen Yu, aber auch Chen Xiaowang, Chen Zhenglei, Zhu Tiancai, Wang Xian, Chen Dewang, Chen Suying, Chen Guizhen und Chen Chunai, zudem viele weitere Vertreter wie Zhang Zhijun, Hai Yuqing und Zhang Maozhen, Wan Wende, Du Wencai, Zhang Caigen.

### Aktuelle Repräsentanten des Chen-Stils
In direkter Traditionslinie von Chen Wangting wird noch heute das Taijiquan weitergegeben. Chen Xiaowang (陳小旺 / 陈小旺, geb. 1946, 19. Generation) und Chen Zhenglei (19. Generation, geb. 1949) sowie Zhu Tiancai und Wang Xian unterrichten heute in der ganzen Welt. Sie werden mit dem Ehrentitel „vier Buddhawächter“ bezeichnet. Chen Xiaoxing unterrichtet in einer Schule in Chenjiagou, und sein Cousin Chen Yu vertritt die Linie Chen Fakes in Peking.
Aktuelle Vertreter der Xiaojia-Linie (kleine Stellung) des Chen-Stils sind die Geschwister Chen Peishan und Chen Peiju. Chen Bin ist Leiter mehrerer Taijiquanschulen in der Tradition seines Vaters Chen Zhenglei. Chen Zhenglei und Chen Bin sind in Zhengzhou, der Hauptstadt der Provinz Henan, aktiv für die Verbreitung des Taijiquan.
In den letzten Jahren haben die vier Buddhawächter ihr internationales Unterrichtsprogramm aus Altersgründen bereits etwas reduziert, dafür rückt die jüngere Generation nach. Neben Chen Bin und Chen Juan als Kinder von GM Chen Zhenglei sind dies im Familienzweig von Chen Xiaowang vor allem sein Sohn Chen Yingjun und seine Neffen Chen Bing und Chen Ziqiang, ebenso Zhu Tiancais Sohn Zhu Xiang Qian und die Söhne von Wang Xian, Wang Zhanhai und Wang Zhanjun.

## Das System des Chen-Stil Taijiquan
Charakteristisch für den Chen-Stil ist das Wechselspiel von langsamen, weichen, fließenden Bewegungen und schnellen, explosiven Techniken, sowie die ausgeprägten Spiralbewegungen. Der Chen-Stil enthält im Vergleich zu einigen anderen Stilen auch noch viele Tritte und Sprünge. Das regelmäßige Training soll zu einer umfassenden Ausbildung von Geist und Körper führen. Neben einer wohltuenden Wirkung auf die Gesundheit ist der Chen-Stil eine hochentwickelte Kampfkunst. Die traditionellen Formen beinhalten eine Vielzahl verborgener Selbstverteidigungstechniken, die erst durch die Anleitung eines erfahrenen Lehrers ersichtlich werden.

### Stehender Pfahl (Stehende Säule)
Das Zhànzhuāng, „Pfahlstehen“, (站樁 / 站桩) bzw. das „Stehen wie ein Pflock / Pfosten“ ist eine alte Qigong-Übung, die in der zweiten Hälfte des 20. Jahrhunderts häufig in den Chen-Stil übernommen wurde. Sie leitet sich aus der Logik der „festen (Körper-)Lage“ (定勢 / 定势,  dìngshì) ab, also den gehaltenen Positionen aus der Form, die die Grundlage des Taijiquan-Trainings bilden. Mit Hilfe des „Pfahlstehens“ baut man den Körper lotrecht und zentrumsorientiert auf und entwickelt die Taiji-typische Körperstruktur mit einer stabilen Verwurzelung (Verbindung mit der Yin-Kraft der Erde), sowie das sog. „Ding“ (定), die Verbindung des Scheitels nach oben mit den sog. Yangkräften des Kosmos. Diese Verbindung nach oben und unten ermöglicht das Entwickeln, bzw. Fließen von „Spiralenergien“ im Körper und die Entwicklung innerer Kraft.
Dabei sind detaillierte Haltungskorrekturen durch einen fähigen Lehrer von überragender Wichtigkeit. Durch langes und regelmäßiges Stehen in immer besser ausgerichteter Struktur wird einerseits der Geist zur Ruhe gebracht, andererseits die Grundlage für die innere Alchemie geschaffen, wobei „das Schwere“ nach unten „durchsinken“ kann, während „das Leichte“ aufsteigt, nämlich insbesondere der „Geist“ (神,  Shén); die vergeistigte Form der körpereigenen Energie Qi. Zugleich wird das Dāntián (anatomisch etwa „Nabelzentrum“, 丹田) entwickelt, bzw. das Gespür für dieses und die eigene Mitte als Energiezentrum (unteres Elixierfeld).
Spannungen in Körper, Seele und Geist werden durch regelmäßiges Stehen abgebaut, wodurch es zu einer fortschreitenden Entspannung beim Üben der Stehenden Säule kommt und die Wahrnehmung und die psychischen Fähigkeiten erweitert werden.
Am Anfang ist gerade diese Entspannung (Fangsong) oft mit dem Abbau von unbewussten Verspannungen, bzw. Verspannungsschmerzen verbunden, da durch diese Übung die Körperwahrnehmung verbessert wird, die korrekte Körperhaltung jedoch erst entwickelt werden muss und sich die Muskulatur auf die neue Anforderung (Entspannung) einstellen, bzw. die erforderliche Tiefenmuskulatur erst entwickeln muss.
Das Sinkenlassen des Gewichts erlaubt die Ausbildung eines erstaunlich stabilen Standes – die sogenannte „Wurzelkraft“ bzw. „Verwurzelung“. Ein Meister dieser Kunst kann völlig entspannt stehen bleiben, während beträchtliche äußere schiebende Kraft auf ihn einwirkt, die er durch seine starke Verwurzelung neutralisiert und ggf. auch seitlich ableitet, indem er sein Zentrum verlagert.
Das „Aufsteigen des Geistes (神,  Shén)“ bildet auch die Grundlage für alle Formen der sogenannten „Erleuchtung“.

### Seidenübungen
Das „Seidenfadenziehen“ oder die „Seidenübungen“ (纏絲功 / 缠丝功,  Chánsīgōng bzw. 蠶絲功 / 蚕丝功,  Cánsīgōng) bilden heutzutage oft ein Kernstück in der Praxis des Chen Taijiquan. Sie beschreiben Basisübungen, die aus einzelnen Formbewegungen bestehen. Chen Xin (16. Generation, 1849–1929) beschreibt in seinem Werk die grundlegende Theorie der seidenspulenden Kraft (纏絲勁 / 缠丝劲,  Chánsījìn), aber keine der modernen Seidenübungen.
Teilweise werden die Übungen mit dem Fokus auf Qi trainiert, welches im Dāntián gesammelt wird und von diesem in den Körper fließt, bzw. „geschickt“ wird (Jìn – 勁 / 劲 – „Energie, Kraft, Explosivkraft“, Fājìn – 發勁 / 发劲 – „Energie herauslassen bzw. Kraft aktivieren“). In diesem Fall trainieren die Übungen einerseits gezielt einzelne Qi-Kreisläufe im Körper. In einfachen, ständig wiederholten Bewegungen erfährt der Übende die unterschiedliche Qualität von „Yin“ (aufnehmendes, zurückziehendes Prinzip) und „Yang“ (ausdehnendes, abgebendes Prinzip, siehe auch Taiji). Der Kreislauf wird weiter unterteilt in: wachsendes (junges) Yin, sich vervollständigendes Yin, wachsendes Yang, sich vervollständigendes Yang. Diese Unterteilung kann noch weiter in acht, sechzehn, ... Phasen verfeinert werden. Die Viertelphasen sind zum Beispiel für die korrekte Gewichtsverlagerung relevant, die Achtelphasen für die Schrittarbeit. Die Verfeinerung dieser Energiearbeit erlaubt es, den eigenen Zustand sowie den des Gegners immer klarer wahrzunehmen und ist von zentraler Wichtigkeit für den Fortschritt der kämpferischen Fähigkeiten.
Andererseits werden durch die Bewegung unter Beibehaltung der Struktur aus der stehenden Säule die sogenannten „Seidenfäden“ ausgebildet. Dieses eher fortgeschrittene Konzept erschließt sich erst nach langjähriger ernsthafter Übungspraxis. Die „Seidenfäden“ stehen hierbei für Verbindungen zwischen einander entsprechenden Punkten im Körper, wodurch die Bewegungen eine ganzheitliche und dadurch im fortgeschrittenen Stadium „unwiderstehbare“ Qualität erhalten. („Steht die Hand still, steht der ganze Körper still. Bewegt sich die Hand, bewegt sich der ganze Körper.“) Der theoretische Rahmen für die Seidenübungen ebenso wie für die Stehender Pfahl (Zhànzhuāng) ist durch die „äußeren drei Zusammenschlüsse“ (Wàisānhé, 外三合) gegeben. Diese besagen, dass sich 1. Schultern und Hüften, 2. Ellbogen und Knie, und 3. Hände und Füße zusammenschließen. So findet schließlich jeder Punkt im Körper seine Entsprechungen. Dies hat verschiedene Effekte zur Folge, die den Rahmen dieses Artikels sprengen würden (s. Literaturliste).
In anderen Fällen wird die seidenspulende Kraft eher körpermechanisch umgesetzt und bezieht sich weniger auf Qi-Kreisläufe, sondern auf das Erzeugen von Jìn-Kräften vornehmlich über Bewegungsmechaniken, die den Vergleich mit der Seidenraupe suchen, woher sich der Name dieser Bewegungsart entlehnt.

### Taiji Taolu – Die Taijiform
Die Form ist das Kernstück, unterteilt in Laojia Yilu (1. Form alte Stellung) und Laojia Erlu (2. Form alte Stellung, „Paochui“) sowie Xinjia Yilu (1. Form neue Stellung) und Xinjia Erlu (2. Form neue Stellung, „Xinjia Paochui“). Die Waffenformen des Chen-Stils sind: Schwert, Doppelschwert, Säbel, Doppelsäbel, Stock / Speer, Hellebarde (Chen Wangting's Lieblingswaffe) und Doppelstock (bzw. Doppeleisenstange). Neuerdings sind auch eine Fächer- und eine Doppelfächerform dazugekommen.
Außerdem gibt es noch verschiedene andere Elemente des Systems, die von einigen namhaften Persönlichkeiten vertreten werden, von anderen nicht, so zum Beispiel Übungen mit Bällen und schweren Kugeln oder auch Übungen mit einem 3 m Langstock Dàgùn (大棍 – „großer Stock“).
Die Formen können unter mehreren Gesichtspunkten betrachtet werden. Zunächst werden hier die Bewegungsprinzipien der Seidenübungen in erheblich erweitertem Variationenreichtum durchgeführt. Dies erlaubt dem Übenden mit der Zeit eine immer feinere Kontrolle über die Wandlungen des Qi. Andererseits sind in den Bewegungen zahlreiche Selbstverteidigungsanwendungen versteckt. Auch haben manche Sequenzen der Form einen „gymnastischen“ Effekt. Das Üben einer langen Form hat auch meditativen Wert: Je konzentrierter der Übende in der Bewegung aufgeht, desto mehr Bedeutung und Wirkung erhält seine Taijiform. Dieser Aspekt wird durch die „drei inneren Zusammenschlüsse“ (Nèisānhé, 內三合 / 内三合) beschrieben, d. h., es schließen sich zusammen: 1. Geist und Herz, 2. Qi und Körperkraft, 3. Knochen und Sehnen. Oder anders ausgedrückt: ein geeintes Bewusstsein lenkt die Energie, die die Bewegungen des Körpers bewirkt.
Beim Üben mit Waffen kann der fortgeschrittene Übende lernen, sein Qi nicht nur durch den eigenen Körper, sondern auch durch die Waffe fließen zu lassen. Diese Erweiterung des Bewusstseins in einen um die Reichweite der Waffe vergrößerten Raumbereich ist heute, neben dem rein sportlichen Wert des Übens mit schweren Waffen, der hauptsächliche Grund für die Waffenformen. Früher bezogen diese ihren Wert natürlich aus der Überlegenheit des Bewaffneten auf dem Schlachtfeld.

#### Bekannte Formen des Chen Taijiquan
- Laojia Yilu (1. Form alte Stellung – 老架一路) – 73 Bewegungen
- Laojia Erlu (2. Form alte Stellung – 老架二路, „Paochui“ – 炮捶 – „Kanonenfaustschlag“) – 41 Bewegungen
- Xinjia Yilu (1. Form neue Stellung – 新架一路) – 83 Bewegungen
- Xinjia Erlu (2. Form neue Stellung – 新架二路) – 71 Bewegungen
- Xiaojia Yilu (1. Form kleine Stellung – 小架一路) – 73 Bewegungen
- Xiaojia Erlu (2. Form kleine Stellung – 小架二路) – 41 Bewegungen

#### Waffenformen des Chen Taijiquan
- Dan Dao (einfacher Säbel – 單刀 / 单刀) – 23 Bewegungen
- Shuang Dao (Doppelsäbel – 雙刀 / 双刀) – 35 Bewegungen
- Dan Jian (einfaches Schwert – 單劍 / 单剑) – 50 Bewegungen
- Shuang Jian (Doppelschwert 雙劍 / 双剑) – 39 Bewegungen (Chen Zhaopi 1938)
- Gun, Qiang (Langstock, Speer – 棍, 槍 / 枪) – 71 Bewegungen
- Dagun (3m Langstock – 大棍) – 13 Bewegungen
- Guan Dao (Guan-Glefe, auch Guan-Hellebarde – 關刀 / 关刀) – 30 Bewegungen

Weniger bekannte Waffenformen
- Shuang Gun (Doppelstock – 雙棍 / 双棍) – 35 Bewegungen
- Shuangjie Gun (?) (Dreschflegel – 雙節棍 / 双节棍) – (?) Bewegungen

#### Vereinfachte Anfängerformen
- 38 Bewegungen – Chen Xiaowang
- 20 Bewegungen – Chen Peishan
- 19 Bewegungen – Chen Xiaowang (1995)
- 18 Bewegungen – Chen Zhenglei
- 13 Bewegungen – Zhu Tiancai (1997)
- 4 Bewegungen – Zhu Tiancai
- 8 Bewegungen – Wang Xian
- 24 Bewegungen – Wang Xian
- 42 Bewegungen – Wang Xian
- 9 Bewegungen – Chen Xiaowang
- 13 Bewegungen – Chen Bing

### Schiebende Hände
„Schiebende Hände“ (推手,  tuīshǒu) ist Taijiquan zu zweit. Es gibt verschiedene Übungsroutinen: ein- und zweihändiges Tuishou, ohne und mit Schritten, in höheren oder auch sehr tiefen Stellungen, mit festgelegten oder freieren Abläufen. „Hört“ man im Einzeltraining nur auf die eigene Energie (Qi, siehe Seidenübungen), so kommt beim Tuishou noch die Energie (勁 / 劲,  jìn) des Übungspartners dazu, man kann u. a. durch die Krafteinwirkung des Partners seine Struktur überprüfen und sein Gefühl für Distanz und das sogenannte „Kleben“ entwickeln. Beim Kleben bleiben die Arme wie magnetisch verbunden, der Druck ist im Idealfall jedoch nur so groß, dass ein Käfer dabei festgehalten, aber nicht zerquetscht würde. Das Schiebende-Hände-Training ist ein weiterer Schritt auf dem Weg zur Anwendbarkeit des Taijiquan als Kampfkunst. Es gibt auch Tuishou-Übungen, die in Form eines Wettkampfes – in den Varianten „Dīngbù“ (丁步 – „Ding-Schritt, fester Schritt“) und „Huóbù“ (活步 – „beweglicher Schritt“) – durchgeführt werden können. Sie ermöglichen die Überprüfung des eigenen Trainingsfortschritts durch die Wechselwirkung mit dem Trainingspartner. Auf Wettkämpfen sieht man zunehmend auch freien Kampf, auch Sanshou genannt.

### Meditation
Innerhalb einiger Traditionslinien der Chen-Familie wird auch ein Meditationsprogramm gepflegt. Wie dieses aufgebaut ist, unterliegt der jeweiligen Traditionslinie. Oft werden neben der Stehenden Säule (Zhànzhuāng) zunächst im Sitzen Armbewegungen ausgeführt, die an die Seidenübungen angelehnt sind. Diese Armbewegungen bieten unter anderem dem unruhigen Geist einen Haltepunkt, nach der daoistischen Idee des „zehntausend Gedanken durch einen Gedanken ersetzen“.